# ロベルト・バローニオ
ロベルト・バローニオ（Roberto Baronio, 1977年12月11日 - ）は、イタリア・マネルビオ出身の元同国代表サッカー選手、現サッカー指導者。現役時代のポジションはMF（セントラルミッドフィールダー）。

## 経歴
ポジションは中盤で運動量は少ないながらもパス精度の高さが特徴で、若くから将来を嘱望されていた。ブレシア・カルチョにてプロデビューを飾り、その才能に注目したSSラツィオへ移籍。しかし、当時の監督ズデネク・ゼーマンに認められず出場機会を失い、レンタル移籍を繰り返した。
1999-00シーズンはローン先のレッジーナ・カルチョにてアンドレア・ピルロと共に活躍。2001-02シーズンはACFフィオレンティーナで、翌シーズンはペルージャ・カルチョでプレーした。2003年から2005年まではACキエーヴォ・ヴェローナにてクラブの躍進を支えた。この活躍を評価され、イタリア代表デビューも果たしている。
2005年にラツィオに復帰したが出場機会に恵まれず、ウディネーゼ・カルチョ、ブレシアにレンタル移籍。2009-10シーズン、クリスティアン・レデスマがクラブ首脳陣と対立して出場を禁止されたこともあり、先発出場の機会を増やした。
2010-11シーズンはレガ・プロのアトレティコ・ローマFCでプレーした。

## 代表歴
2005年6月11日にイーストラザフォードで行われた親善試合・エクアドル戦にて、後半よりダリオ・ダイネッリに代わりピッチに立ち代表デビューとなった。

## 指導歴
イタリア代表の各世代において指導者としての経験を積む。2017-18シーズンは古巣ブレシア・カルチョのプリマヴェーラで指揮を執った。翌シーズンよりSSCナポリのプリマヴェーラに招聘された。

## タイトル

### クラブ
ブレシア
- トルネオ・ディ・ヴィアレッジョ : 1996

ラツィオ
- スーペルコッパ・イタリアーナ : 1998, 2000, 2009
- UEFAカップウィナーズカップ : 1998-99

### 代表
イタリア U-21
- UEFA U-21欧州選手権 : 2000

イタリア U-23
- 地中海競技大会 : 1997

### 個人
- オスカル・デル・カルチョ : 2000（若手選手部門）